# Concepcion (Romblon)
Concepcion é um município de  sexta classe de renda municipal (d) na província Romblon, nas Filipinas. De acordo com o censo de 1 de maio  de  2020 possui uma população de 3 561 pessoas e 1 054 domicílios.